# Waldemar Kikolski
Waldemar Kikolski (ur. 21 października 1967 w Łapach, zm. 1 maja 2001 w Trzanowicach) – polski lekkoatleta. Do końca życia był niewidomy.

## Życiorys
Uprawiał lekkoatletykę w klubie Start Białystok. Na Letnich Igrzyskach Paraolimpijskich 1992, gdzie zdobył złoty medal w biegach na 800 metrów i srebrny medal w biegach na 1500 metrów i 5000 metrów. W 1996 zdobył na maratonie złoty medal, brązowy w biegach 5000 metrów i srebrny medal w biegach na 10000 metrów. Jego trzecim i ostatnim występ był na Letnich Igrzyskach Paraolimpijskich w 2000, gdzie ponownie zdobył złoty medal na maratonie. W wyborach parlamentarnych w 1997 otwierał okręgową listę Krajowej Partii Emerytów i Rencistów.
Zginął w 2001 wracając z Włoch. Został pochowany 8 maja 2001 na cmentarzu parafialnym Łapach
W 1996 został odznaczony Krzyżem Kawalerskim Orderu Odrodzenia Polski.